# Alfredo Figueredo
Alfredo Figueredo Ricardo (15 de abril de 1952) é um ex-jogador de voleibol de Cuba que competiu nos Jogos Olímpicos de 1972 e 1976.
Em 1972, ele participou de cinco jogos e o time cubano finalizou na décima colocação na competição olímpica. Quatro anos depois, ele fez parte da equipe cubana que conquistou a medalha de bronze no torneio olímpico de 1976, no qual atuou em todas as seis partidas.